# Комори на Светском првенству у атлетици у дворани 2022.
Комори су учествовали на 18. Светском првенству у атлетици у дворани 2022. одржаном у Београду од 18. до 20. марта осми пут. Репрезентацију Комора представљао је један атлетичар, који се такмичио у трци на 400 метара.,
На овом првенству такмичар из Комора није освојио ниједну медаљу али је остварио најбољи резултат сезоне.

## Учесници
Мушкарци:
- Квентин Петит — 400 м

## Резултати

### Мушкарци
| Атлетичар     | Дисциплина | Лични рекорд | Квалификација | Квалификација | Полуфинале           | Полуфинале           | Финале               | Финале       | Детаљи |
| Атлетичар     | Дисциплина | Лични рекорд | Резултат      | Место         | Резултат             | Место                | Резултат             | Место        | Детаљи |
| ------------- | ---------- | ------------ | ------------- | ------------- | -------------------- | -------------------- | -------------------- | ------------ | ------ |
| Квентин Петит | 60 м       | 49,58        | 51,55 ЛРС     | 5. у гр. 3    | Није се квалификовао | Није се квалификовао | Није се квалификовао | 23 / 24 (25) |        |